# ترکان سایلان
ترکان سایلان (به ترکی استانبولی: Türkan Saylan)؛ (۱۳ دسامبر ۱۹۳۵ – ۱۸ مه ۲۰۰۹) یکی از اولین زنان پزشک متخصص پوست در ترکیه و شخصیتی دانشگاهی، نویسنده و فعال اجتماعی و مدافع حقوق زنان بود. او برای مبارزه با جذام شهرت دارد.
ترکان سایلان در دهه ۱۹۷۰ به عنوان یک دکتر جوان در مبارزه با جذام نقش رهبری ایفا کرد و در تأسیس بنیاد خیریه «انجمن حمایت از زندگی مدرن» ('Çağdaş Yaşamı Destekleme Derneği, ÇYDD) و تشکیل اتحادیه بین‌المللی جذام بسیار مؤثر بود.
در سال ۱۹۸۶ «جایزه بین‌المللی گاندی» در هند به او اهدا شد و تا سال ۲۰۰۶ به عنوان مشاور در مورد جذام برای سازمان بهداشت جهانی خدمت کرد. او همچنین به صورت داوطلبانه برای ۲۱ سال بین سال‌های ۱۹۸۱ و ۲۰۰۲ ریاست بیمارستان جذام استانبول را برعهده داشت و برای سالها تمرکز خود را به مسائل آموزش و پرورش به دختران جوان فقیر معطوف کرد.
او در سال ۱۹۵۷ ازدواج کرد و دو فرزند داشت.
ترکان سایلان به مدت ۱۷ سال از سرطان پستان رنج برد و در ۱۸ مارس ۲۰۰۹ به همین سبب درگذشت.
در ۱۳ دسامبر ۲۰۱۶ مصادف با ۸۱مین سالروز تولد ترکان سایلان و در بزرگداشت او، موتور جستجوی گوگل گوگل دودل صفحه اصلی خود را در ترکیه تغییر داد.